# 貿易風にさらされて/マリン・ブルー
「貿易風にさらされて / マリン・ブルー」（ぼうえきふうにさらされて マリンブルー）は、1977年11月20日に発売されたマザー・グース通算4作目にして最終のシングル。

## 解説
「貿易風にさらされて」はファースト・アルバム『インディアン・サマー』、「マリン・ブルー」はセカンド・アルバム『パノラマ・ハウス』からのシングル・カット曲だが、山下達郎による編曲、プロデュースにより再レコーディングされている。当時、山下の出版マネージメントを担当していた“P.M.P.”の京極謙が彼にマザー・グースのアルバムを聴かせたことがきっかけで、シングルのプロデュースを引き受けることになった。メンバーの京田由美子によれば、プロデュースの依頼を受けた山下がメンバーと顔合わせする前、新宿ルイードでのマザー・グースのライヴをこっそりと観に来たことがあったという。アマチュア時代、シュガー・ベイブのアルバム『SONGS』を聴いて強い影響を受けていた彼女たちは、客席の山下の存在に気付いて、かなり舞い上がったという。山下にとって、初のプロデュース作品となったこのシングルのレコーディングにあたり、新曲デモを含む多くのオリジナル・レパートリィの中から選ばれたのが「貿易風にさらされて」と「マリン・ブルー」の2曲だった。このシングルをリリース後、当時交流のあった尾崎亜美のルイード公演やFM番組へのゲスト出演など、1978年初頭までプロモーション活動を行っていたが、ほどなくしてグループは解散となった。
両曲ともアナログ・シングルが廃盤となってからは聴くことが難しかったが、2005年にはマスクラット・レコードより『インディアン・サマー』と『パノラマ・ハウス』の2タイトルが紙ジャケット仕様でCD化された際にボーナス・トラックとして収録された他、2013年にはディスクユニオンの「昭和歌謡ジュークボックス」シリーズの一枚として、400枚限定で7インチ・シングル盤が再発された。

## アートワーク
ジャケット表面にはメンバーの写真が掲載されているほか、以下のキャッチコピーが記されている。
ジャケット裏面には歌詞のほか、両曲の楽譜と『インディアン・サマー』、『パノラマ・ハウス』のアルバム紹介が掲載されている。

## 収録曲

### SIDE A
1. 貿易風にさらされて BŌEKIFŪ NI SARASARETE  –  (3'26")
  - 作詞：金田真由美、作曲：京田由美子、編曲 · プロデュース：山下達郎
  - ©1976 Pacific Music Publishing Co., Ltd.

### SIDE B
1. マリン・ブルー MARINE BLUE  –  (5'02")
  - 作詞：金田真由美、作曲：京田由美子、編曲 · プロデュース：山下達郎
  - ©1977 Pacific Music Publishing Co., Ltd.

## レコーディング・メンバー
| マザー・グース                         |
| 京田由美子：Vocal, Side Guitar         |
| 金田真由美：Vocal, Lead Guitar         |
| 高田幸枝：Vocal, Harmonica, Percussion |

| マザー・グース：Vocal & Background Vocals |
| 林立夫：Drums                             |
| 細野晴臣：Bass                            |
| 山下達郎：Electric Sitar & Percussion     |
| 鈴木茂：Acoustic Guitar                   |
| 坂本龍一：Keyboards                       |
| 浜口茂外也：Percussion                    |

| マザー・グース：Vocal & Background Vocals   |
| 林立夫：Drums                               |
| 細野晴臣：Bass                              |
| 坂本龍一：Keyboards                         |
| 山下達郎：Electric Guitar & Percussion      |
| 鈴木茂：Electric Guitar                     |
| 中野督夫：Electric Guitar Solo              |
| 浜口茂外也：Percussion                      |
| 高田幸枝：Harmonica Solo                    |
| 多忠明：Strings Concert Master, Violin Solo |

## スタッフ
| プロデュース & アレンジメント：山下達郎            |
| ミキシング・エンジニア：吉田保                     |
|                                                    |
| レコーディング・スタジオ：モウリ・スタジオ（目黒） |

## リリース日一覧
| 地域 | タイトル                                                                                    | リリース日     | レーベル                                                 | 規格                 | 品番      | 備考 |
| ---- | ------------------------------------------------------------------------------------------- | -------------- | -------------------------------------------------------- | -------------------- | --------- | --- |
| 日本 | 貿易風にさらされて / マリンブルー                                                           | 1977年11月20日 | EXPRESS ⁄ TOSHIBA-EMI                                    | 7"シングルレコード年 | ETP-10342 | |
| 日本 | 貿易風にさらされて / マリンブルー                                                           | 2013年11月23日 | disk UNION ⁄ Universal Music LLC                         | 7"シングルレコード年 | DSKA-002  | 「昭和歌謡ジュークボックス」シリーズ、400枚限定。 |
| 日本 | 貿易風にさらされて（シングル・ヴァージョン） / 貿易風にさらされて（アルバム・ヴァージョン） | 2021年8月28日  | Light Mellow 和モノ45 ⁄ disk UNION ⁄ Universal Music LLC | 7"シングルレコード年 | LMDU-0017 | 「Mellow 和モノ45」シリーズによる、山下達郎アレンジ/プロデュースよるシングル・ヴァージョンと、吉川忠英アレンジ/プロデュースよるアルバム・ヴァージョンのカップリング。限定盤。 |